# طفيليات دموية حيوانية
الطفيليات الدموية الحيوانية أو مستوطنات الدم هو مصطلح عام يتضمن طفيليات الدم، وبشكل أساسي الحيوانات الأولية. ومن الأمثلة المعروفة جيدًا طفيليات الملاريا والمثقبية، ولكن هناك عددًا كبيرًا من الأنواع المعروفة التي تصيب الطيور وتنتقل بواسطة الناقلات المفصلية ناقل (علم الأوبئة).

## الطفيليات الدموية الحيوانية الشائعة

### فصيلة المثقبية البروسية
تشتمل هذه المجموعة من طفيليات الحيوان الأولي على عاملين يسببان مرض النوم الإفريقي والمثقبية البروسية الغامبية والمثقبية البروسية الروديسية. وهناك فصيلة ثالثة متطابقة من ناحية المورفولوجيا، وهي المثقبية البروسية البروسية، التي تصيب الحيوانات الأليفة والبرية ولكنها لا تسبب الأمراض لدى البشر لأنها تنحل بواسطة apolipoproetin L1 الموجود في البروتين الشحمي عالي الكثافة الموجود في مصل الدم البشري.
والناقل لهذه الأواليات هو ذبابة التسي تسي (فصيلة اللاسنة)